# آنورادها
 آنورادها (به هندی: अनुराधा) (به انگلیسی: Anuradha) عنوان فیلمی است هندی با ژانر درام به کارگردانی هریشیکش موخرجی. این فیلم محصول سال ۱۹۶۰ میلادی است.